# Bethlehem (Pennsylvania)
Bethlehem is een plaats (city) in de Amerikaanse staat Pennsylvania, en valt bestuurlijk gezien onder Lehigh County en Northampton County.
Bethlehem is gesticht in de 18e eeuw als een typische kolonie en kerknederzetting van de Moravische Kerk en binnen het historisch centrum ook zo deels bewaard gebleven.
In de 20e eeuw speelde de stad een belangrijke rol in de staalindustrie. Tot de neergang van de staalindustrie in de Verenigde Staten was Bethlehem Steel Corporation het belangrijkste bedrijf in de stad.
In 2024 tijdens de 46e sessie van de UNESCO Commissie voor het Werelderfgoed werd ook het historisch centrum van Bethlehem mee opgenomen bij de uitbreiding van het werelderfgoed "Moravische kerknederzettingen" waar ook het Deense Christiansfeld, het Duitse Herrnhut en het Noord-Ierse Gracehill in zijn opgenomen. Elke nederzetting heeft zijn eigen architectonisch karakter, gebaseerd op de idealen van de Moravische Kerk, maar aangepast aan de lokale omstandigheden. Samen vertegenwoordigen ze de transnationale reikwijdte en consistentie van de internationale Moravische gemeenschap als een wereldwijd netwerk. Er is een actieve congregatie aanwezig in elk deel, waar tradities worden voortgezet en een levend Moravisch erfgoed vormen.

## Geschiedenis
Op 2 april 1741 schonk William Allen, een rijke koopman en politicus uit Philadelphia, die later de stad Allentown stichtte, 500 acres (200 ha) langs de oevers van de Monocacy Creek en Lehigh River aan de Moravische Kerk. Op kerstavond van dat jaar stichtten David Nitschmann en Nikolaus von Zinzendorf, die een kleine groep Moraviërs leidden, de missiegemeenschap van Bethlehem aan de samenvloeiing van de rivieren Monocacy en Lehigh. Ze stichtten missionaire gemeenschappen onder de indianen en onkerkelijke Duitstalige christenen en noemden de nederzetting naar de bijbelse stad Bethlehem in Judea, waarvan wordt gezegd dat het de geboorteplaats van Jezus is. "Graaf Zinzendorf zei: 'Broeders, hoe zouden we ons nieuwe thuis passender kunnen noemen dan het te noemen ter ere van de plek waar de gebeurtenis plaatsvond die we nu herdenken. We zullen deze plaats Bethlehem noemen.' Bethlehem werd opgericht als een typisch Moravische nederzettingsgemeente, waar de kerk alle bezittingen bezat. Het historische Broederhuis, het Zusterhuis, het Weduwenhuis en het Gemeinhaus (Congregatiehuis), met de Oude Kapel, zijn overblijfselen van deze periode van gemeenschappelijk wonen. Ze zijn samen met andere delen van het historisch centrum intussen ook opgenomen in het National Register of Historic Places. In 1762 bouwde Bethlehem de eerste waterleiding in Amerika om water op te pompen voor openbaar gebruik. Aan het einde van de 18e eeuw werden in Bethlehem koren- en zaagmolens opgetrokken, bekend als Calvin's Mills. Tot de jaren 1850 mochten officieel alleen leden van de Moravische Kerk percelen pachten in Bethlehem, Maar een lid van een groep families die hugenoten waren, vestigde zich ook in Bethlehem.

## Demografie
Bij de volkstelling in 2000 werd het aantal inwoners vastgesteld op 71.329.
In 2006 is het aantal inwoners door het United States Census Bureau geschat op 72.704, een stijging van 1375 (1,9%). Het is daarmee de op vijf na grootste stad van Pennsylvania.

## Onderwijs
In Bethlehem is de Lehigh University evenals de Moravian University gevestigd.

## Geografie
Volgens het United States Census Bureau beslaat de plaats een oppervlakte van
50,3 km², waarvan 49,9 km² land en 0,4 km² water.

## Plaatsen in de nabije omgeving
De onderstaande figuur toont nabijgelegen plaatsen in een straal van 8 km rond Bethlehem.

## Stedenbanden
- Korfoe (Griekenland)

## Geboren
- Stephen Vincent Benét (1898-1943), dichter
- James Rumbaugh (1947), informaticus
- Jeanne Baxstresser (1947), fluitiste
- Mel Harris (1956), actrice
- Michael Andretti (1962), autocoureur
- John Andretti (1963-2020), autocoureur
- Jimmy DeGrasso (1963), drummer
- Daniel Roebuck (1963), acteur, filmproducent, filmregisseur en scenarioschrijver
- Donald Johnson (1968), tennisspeler
- Jonathan Taylor Thomas (1981), jeugdacteur
- Gina Lewandowski (1985), voetbalspeelster
- Alexandra Chando (1986), actrice